# Service bulletin
Im Luftfahrzeug-Bereich ist ein Sicherheitsbulletin (englisch service bulletin, SB) ein Dokument, welches sich an die Betreiber von Luftfahrzeugen richtet.
Wenn eine Luftfahrtbehörde ein Sicherheitsrisiko feststellt, erlässt es eine airworthiness directive (AD, übersetzt Lufttüchtigkeitsanweisung), worauf der Halter der Musterzulassung (englisch type certificate) – in aller Regel der Hersteller des Luftfahrzeugs – ein Sicherheitsbulletin erarbeitet. Dieses Bulletin beschreibt, wie das Sicherheitsrisiko behoben oder reduziert werden kann. Die behördliche Anweisung nennt jeweils eine Frist, bis wann ein Sicherheitsbulletin erstellt und umgesetzt werden muss. Es gibt auch Sicherheitsbulletins, die nur zur Information der Flugzeugbetreiber dienen, und auch solche, deren technische Umsetzung freiwillig ist.
Ein Sicherheitsbulletin wird von Luftfahrtingenieuren erstellt. Soweit das Bulletin das Flugzeug selbst betrifft, wird es von Flugzeugmechanikern umgesetzt.
Für ältere Modelle hat das Sicherheitsbulletin eine wichtige Bedeutung. Luftfahrzeuge können in der Regel nur so lange betrieben werden, wie ein Unternehmen die Musterzulassung besitzt und bereit ist, Sicherheitsbulletins zu erstellen.

## Typische Inhalte
- welchen Flugzeugtyp es betrifft, manchmal mit Angabe der Baujahre bzw. der Seriennummern
- auf welche Lufttüchtigkeitsanweisung es sich bezieht
- kurz gefasste Beschreibungen:
  - der Ursache des Sicherheitsrisikos
  - des Sicherheitsrisikos selbst
  - der Problemlösung
- einzuhaltende Fristen; ob die Umsetzung des Bulletins obligatorisch ist
- welche Behörde das SB genehmigt hat
- konkrete Anweisungen an den Flugzeugmechaniker bzw. den Unterhaltsbetrieb
- Änderungen und Ergänzungen an bestehenden Handbüchern
- geschätzter Aufwand, benötigte Materialien, relevante Vorschriften im Wartungshandbuch (aircraft maintenance manual, AMM)
- Bestätigungen, welche an den Hersteller und/oder an die Luftfahrtbehörde gesendet werden müssen

## Beispiele
- Umplatzierung des propeller accumulator bei der Pitts Special
- Überprüfung des Flügels auf Risse und Ersatz eines Bolzens bei der Pilatus PC-9